# Vallica
Vallica est une commune française située dans la circonscription départementale de la Haute-Corse et le territoire de la collectivité de Corse. Elle appartient à l'ancienne piève de Giussani.

## Géographie

### Situation

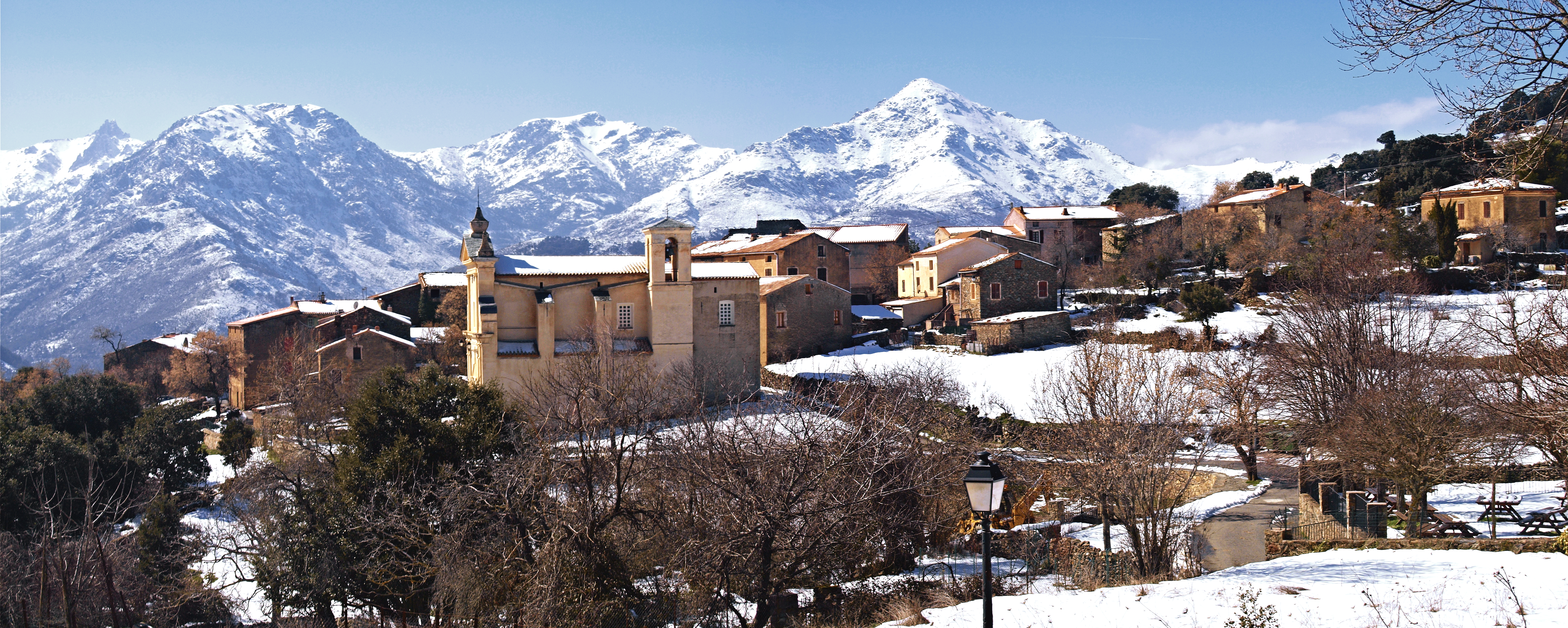
Panorama du village.

Avec Mausoléo, Pioggiola et Olmi-Cappella, Vallica est l'une des quatre communes de la piève de Giussani, une microrégion montagneuse de l'arrière-pays balanin située dans la partie septentrionale du parc naturel régional de Corse, au nord-ouest de l'île.

### Géologie et relief
Vallica appartient à la Corse Hercynienne ancienne, dite encore « Corse occidentale cristalline », couvrant les 2/3 sud-ouest de l’île et formée de trois grands groupes de roches : roches métamorphiques très anciennes (âge anté-Hercynien), roches sédimentaires d’âge primaire allant du Cambrien au carbonifère (entre 500 et 300 Ma), et granitoïdes datés du Carbonifère-Permien qui prédominent largement sur les deux autres types de roches. Son socle est composé de granites et roches volcaniques, une association magmatique à caractère alcalin d’âge Permien (entre -280 et -240 Ma) qui se caractérise par des appareils volcano-plutoniques (complexes annulaires) comme le massif du Monte Cinto.
La commune est située dans la vallée de la Tartagine, cachée des autres villages, à 800 mètres d'altitude en moyenne, face au Monte Padro (2 393 mètres) et à tous les autres hauts sommets formant le vaste cirque de Tartagine que sont Monte Padro, Cima di a Statoja, Capu Ladroncellu, Monte Corona, Bocca di Tartagine, Capu a u Dente, Monte Grosso et San Parteo.
Son territoire est limité :
- au nord, par une ligne partant d'un point situé à 300 m au sud-est de Bocca a Croce (961 m), orientée à l'est en suivant les flancs septentrionaux de Cima di u Cognolu (1 113 m), passant par Monte a l'Abba (855 m), Monte di e Taccole (854 m), et atteignant le ruisseau de Forci, à un point situé à 662 m d'altitude ;
- à l'est, la démarcation descend le cours du ruisseau de Forci sur un kilomètre environ, remonte ensuite sur Cima di a Sechita (960 m) dont elle va suivre le flanc oriental, passe par le lieu-dit Carmutaglia (825 m), et redescend sur le lit de la Tartagine, à sa confluence avec le ruisseau de Scalambra (386 m) ;
- au sud, la démarcation remonte la Tartagine jusqu'à sa confluence avec le ruisseau d'Arena, plonge au sud en se dirigeant sur Capo di Tula (853 m), puis redescend jusqu'au lit du ruisseau de Vadarbico (641 m), point méridional extrême de la commune ;
- à l'ouest, le cours ruisseau de Vadarbico lui sert de limite jusqu'à sa confluence avec la Tartagine. La démarcation suit la Tartagine sur près de 300 m jusqu'au pont génois[2]. La ligne remonte le cours du ruisseau d'Alzone qui porte en amont le nom de ruisseau de Vignola, pour rejoindre en droite ligne Punta di u Mozzocu (942 m) et boucler enfin le périmètre.

### Climat et végétation
Si les hauteurs balayées par les vents sont dénudées, couverts d'une végétation basse composée de cistes ras, de calicotomes épineux, d'églantiers et de bruyères, le fond de la vallée est verdoyant, couvert essentiellement de chênes verts.

### Voies de communication et transports

#### Accès routiers
La commune est traversée par la route D 963 qui dessert les quatre communes du Giussani. La D 463 est la seule route conduisant au village de Vallica, distant de 2,6 km de sa jonction avec la route D 963 au col de Bocca-a-Croce (928 mètres). Le village ne se découvre qu'au bout de la route D 463 qui s'y termine en cul-de-sac. À l'entrée du village un panneau d'informations générales sur la commune, en langue corse, permet de connaître l'essentiel sur la commune.

#### Transports
Éloigné de toute infrastructure ferroviaire, portuaire ou aéroportuaire, en retrait des pôles touristiques, Vallica n'est desservi par aucun transport en commun. Il est distant, par route, de :
- 59 km de l'aéroport de Calvi-Sainte-Catherine,
- 63 km de l'aéroport de Bastia Poretta,
- 128 km de l'aéroport d'Ajaccio-Napoléon-Bonaparte,
- 38 km du port de commerce de L'Île-Rousse,
- 82 km du port de commerce d'Bastia,
- 131 km du port de commerce d'Ajaccio.

La gare la plus proche est celle de Palasca, distante de 19 km.
La commune dispose d'une hélistation sur une hauteur du village, à l'emplacement de l'ancienne église San Quilicus (devenu un lieu-dit) et à proximité du cimetière.

## Urbanisme

### Typologie
Au 1er janvier 2024, Vallica est catégorisée commune rurale à habitat très dispersé, selon la nouvelle grille communale de densité à sept niveaux définie par l'Insee en 2022.
Elle est située hors unité urbaine et hors attraction des villes,.

### Occupation des sols
L'occupation des sols de la commune, telle qu'elle ressort de la base de données européenne d’occupation biophysique des sols Corine Land Cover (CLC), est marquée par l'importance des forêts et milieux semi-naturels (96,8 % en 2018), une proportion identique à celle de 1990 (96,8 %). La répartition détaillée en 2018 est la suivante : 
milieux à végétation arbustive et/ou herbacée (53,5 %), espaces ouverts, sans ou avec peu de végétation (22,8 %), forêts (20,5 %), zones agricoles hétérogènes (3,2 %). L'évolution de l’occupation des sols de la commune et de ses infrastructures peut être observée sur les différentes représentations cartographiques du territoire : la carte de Cassini (XVIIIe siècle), la carte d'état-major (1820-1866) et les cartes ou photos aériennes de l'IGN pour la période actuelle (1950 à aujourd'hui).

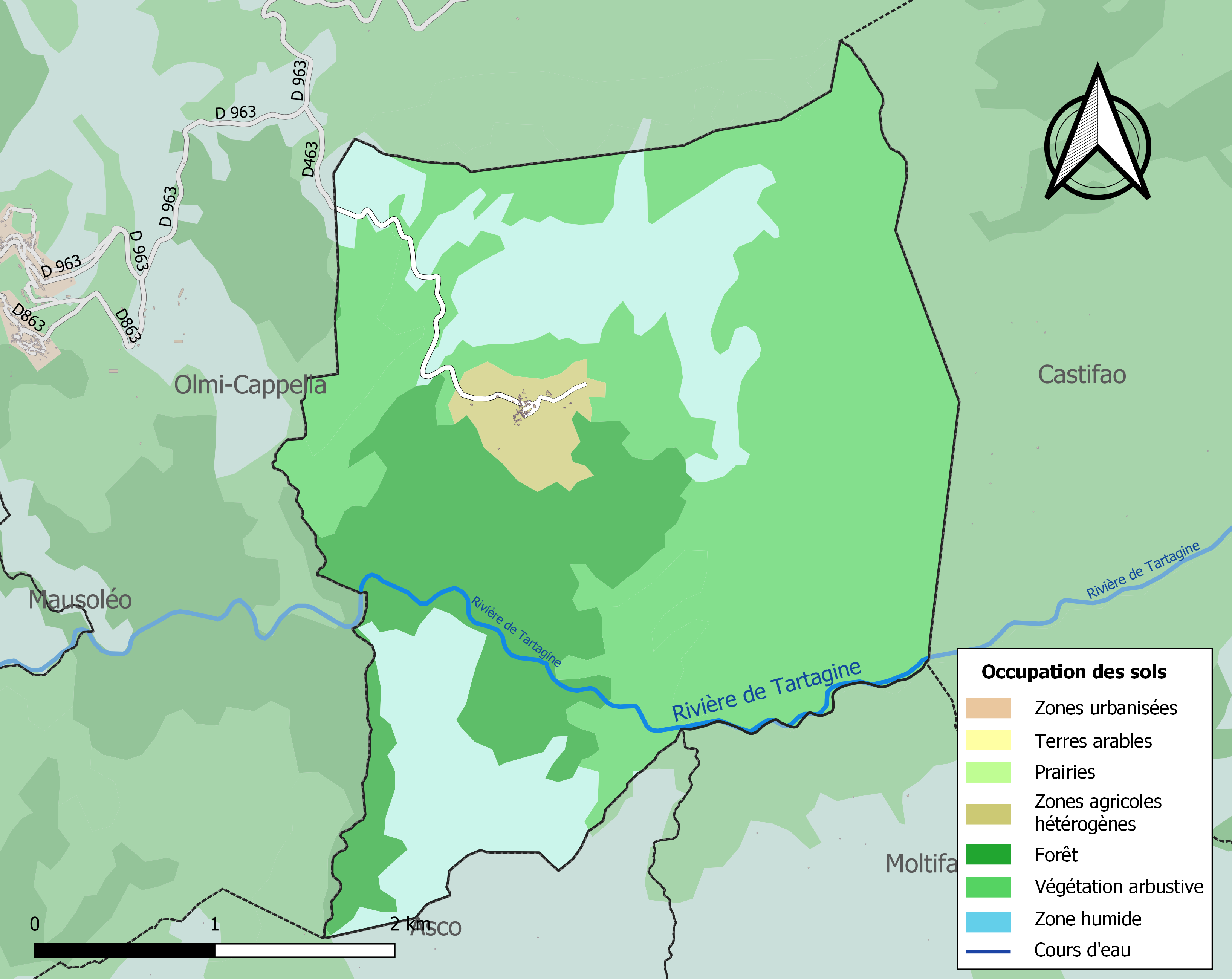
Carte des infrastructures et de l'occupation des sols de la commune en 2018 (CLC).

### Morphologie
Le village médiéval aux habitations regroupées a été construit plein sud comme les autres villages du Giussani. Les maisons délabrées, ruinées sont nombreuses, laissant apparaître leurs structures en pierre et terre locales, et des ouvertures sans menuiserie. Certaines portent encore sur leur façade l'année de leur construction. D'autres sont rénovées. Il n'y a aucun commerce à Vallica. La municipalité gère des appartements communaux qu'elle a récemment aménagés au village (deux sont situés dans l'ancien presbytère).
L'ancien four à pain au centre du village est le dernier lieu de rencontre social de la commune comptant seulement 40 habitants, tous âgés.

## Toponymie
Le nom corse de la commune est Avàllica /aˈwalliɡa/. Ses habitants sont les Vallichinchi.

## Histoire

### Antiquité
Royaume naturel haut perché, coupé du reste du monde, le Giussani a été dans le passé l'un des secteurs les plus peuplés de Balagne. La commune de Vallica porte encore des traces d'une lointaine occupation romaine notamment avec le pont romain sur la Tartagine. La microrégion était protégée par une chaîne de postes de guet qui communiquaient entre eux par feux en cas d'invasion. L'un d'eux se trouvaient sur la commune de Vallica. Il s'agit de l'ancien fort de La Cima, à l'est du village, dont il ne reste que des vestiges.

### Époque contemporaine
L'ancienne confrérie San Ghjacumu de Vallica a disparu en 1995, en même temps que les anciennes confréries Santa Croce de Pioggiola, Sant’Antone Abbate d’Olmi-Cappella et Santa Croce de Mausoleo. La confrérie San Parteu qui en est l'héritière a été officialisée le 12 mai 1995 à Pioggiola lors de la fête de Saint-Pancrace.

## Politique et administration

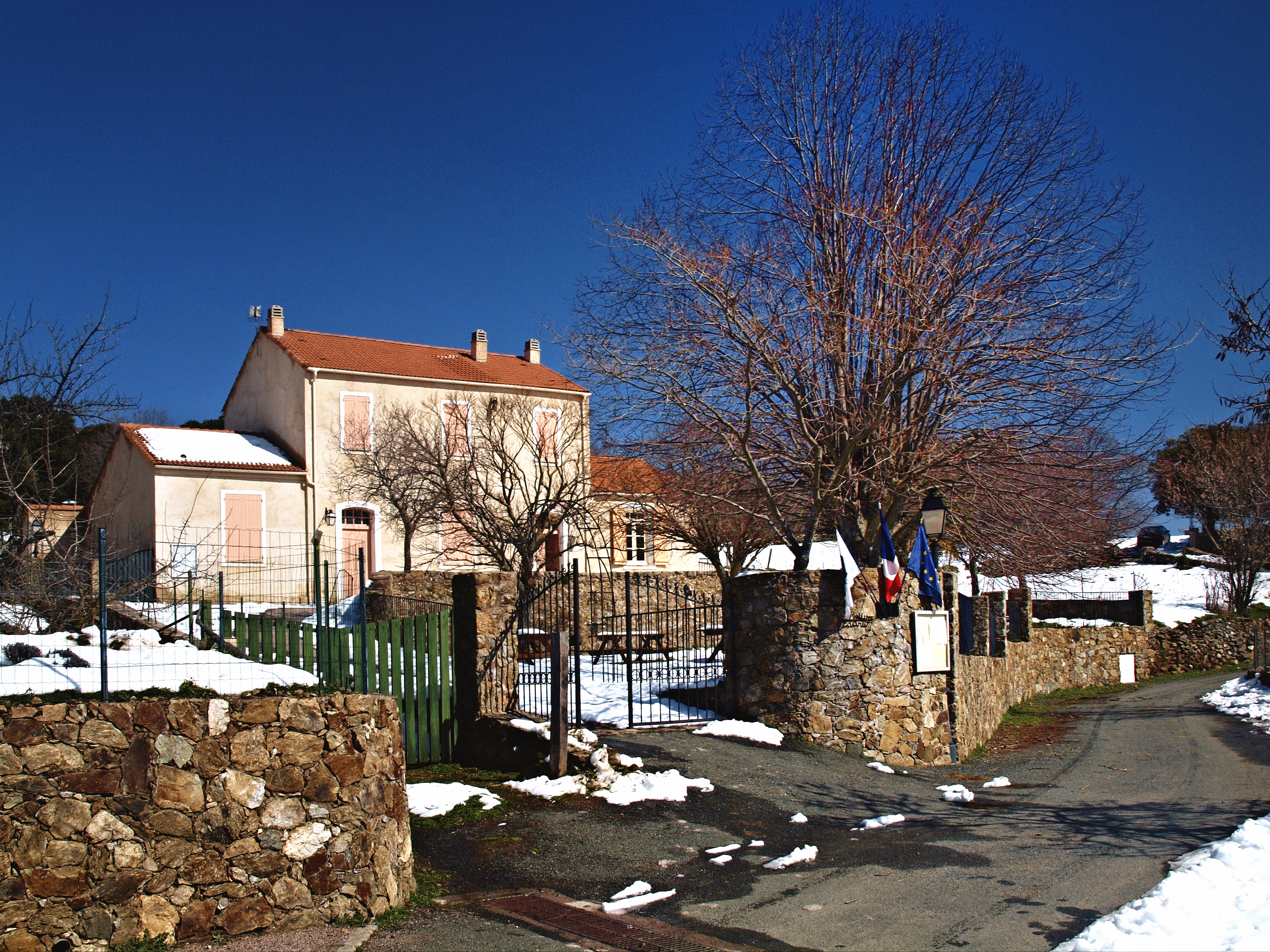
La mairie.

### Liste des maires
| Période                                  | Période  | Identité            | Étiquette | Qualité                     |
| ---------------------------------------- | -------- | ------------------- | --------- | --------------------------- |
| 1919                                     | ?        | Nicolas Antoniotti  |           |                             |
| mars 2001                                | En cours | Michelle Antoniotti | DVD       | Retraitée Fonction publique |
| Les données manquantes sont à compléter. |          |                     |           |                             |

La mairie et la salle des fêtes sont abritées dans une construction récente, proche de l'église de la Nativité.

## Population et société

### Démographie
L'évolution du nombre d'habitants est connue à travers les recensements de la population effectués dans la commune depuis 1800. Pour les communes de moins de 10 000 habitants, une enquête de recensement portant sur toute la population est réalisée tous les cinq ans, les populations de référence des années intermédiaires étant quant à elles estimées par interpolation ou extrapolation. Pour la commune, le premier recensement exhaustif entrant dans le cadre du nouveau dispositif a été réalisé en 2006.

En 2022, la commune comptait 28 habitants, en évolution de +7,69 % par rapport à 2016 (Haute-Corse : +5,15 %, France hors Mayotte : +2,11 %).
| 1800 | 1806 | 1821 | 1831 | 1836 | 1841 | 1846 | 1851 | 1856 |
| ---- | ---- | ---- | ---- | ---- | ---- | ---- | ---- | ---- |
| 220  | 246  | 274  | 254  | 291  | 284  | 296  | 301  | 247  |

| 1861 | 1866 | 1872 | 1876 | 1881 | 1886 | 1891 | 1896 | 1901 |
| ---- | ---- | ---- | ---- | ---- | ---- | ---- | ---- | ---- |
| 285  | 268  | 274  | 258  | 246  | 242  | 286  | 250  | 247  |

| 1906 | 1911 | 1921 | 1926 | 2006 | 2011 | 2016 | 2021 | 2022 |
| ---- | ---- | ---- | ---- | ---- | ---- | ---- | ---- | ---- |
| 228  | 207  | 188  | 159  | 39   | 25   | 26   | 28   | 28   |

### Manifestations culturelles et festivités
- Fête de la Nativita di a Madonna le 8 septembre.
- Foire régionale et religieuse à la mi-août
- Vallica dispose d'une salle des fêtes nommée I Muvrini, attenante à la mairie.

### Cultes
L'église paroissiale Nativita di a Madonna relève du diocèse d'Ajaccio.

## Culture locale et patrimoine

### Lieux et monuments

#### Pont romain sur la Tartagine
Il est situé à la confluence de la rivière Tartagine avec le ruisseau d'Alzone (480 m d'altitude). Un sentier balisé orange (couleur des sentiers du Giussani) part au bas du village et mène au pont dit « romain » de Vallica (dénivelé de 340 m et 40 min de marche).

#### Église de la Nativité

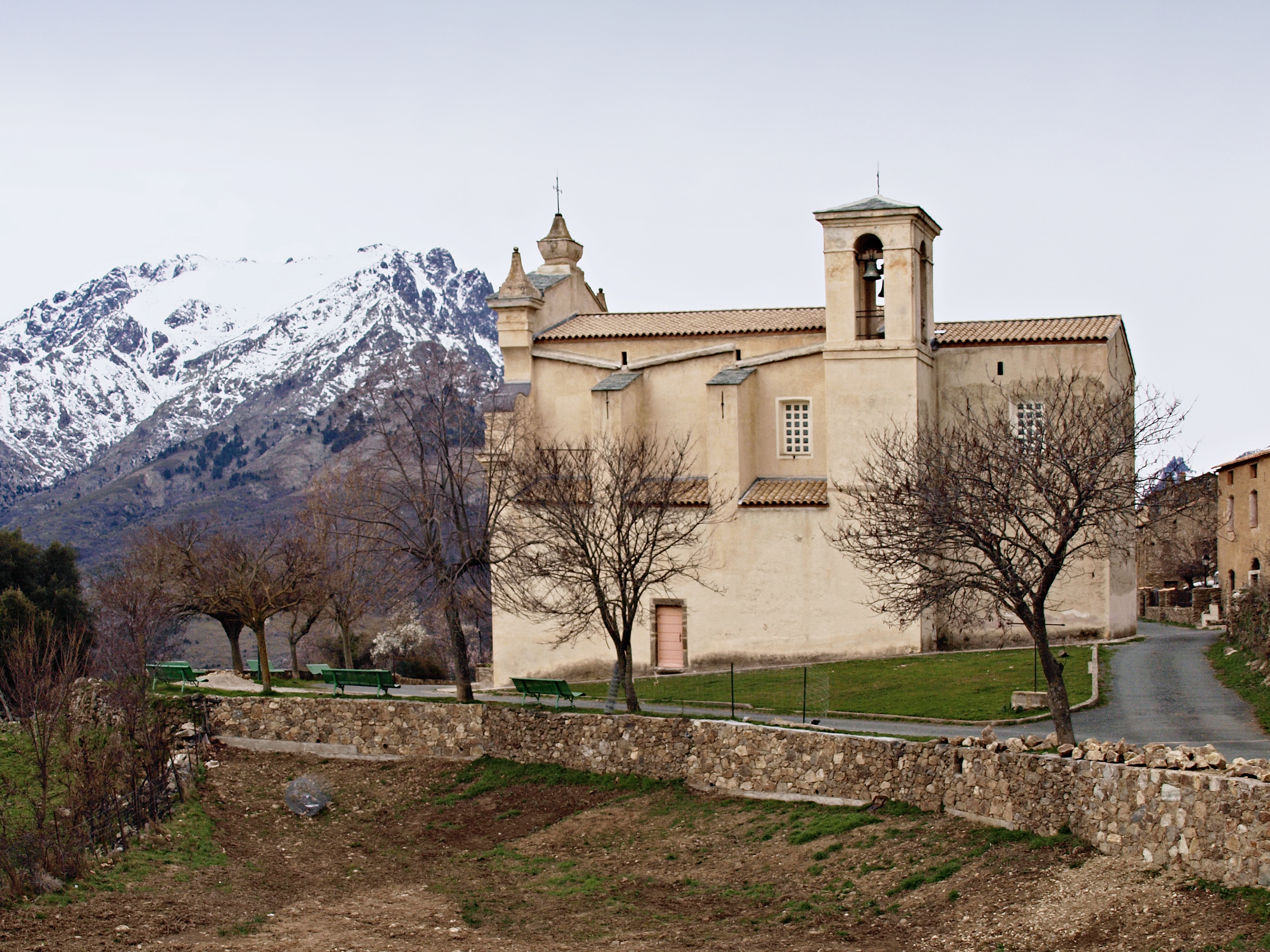
Vue latérale.

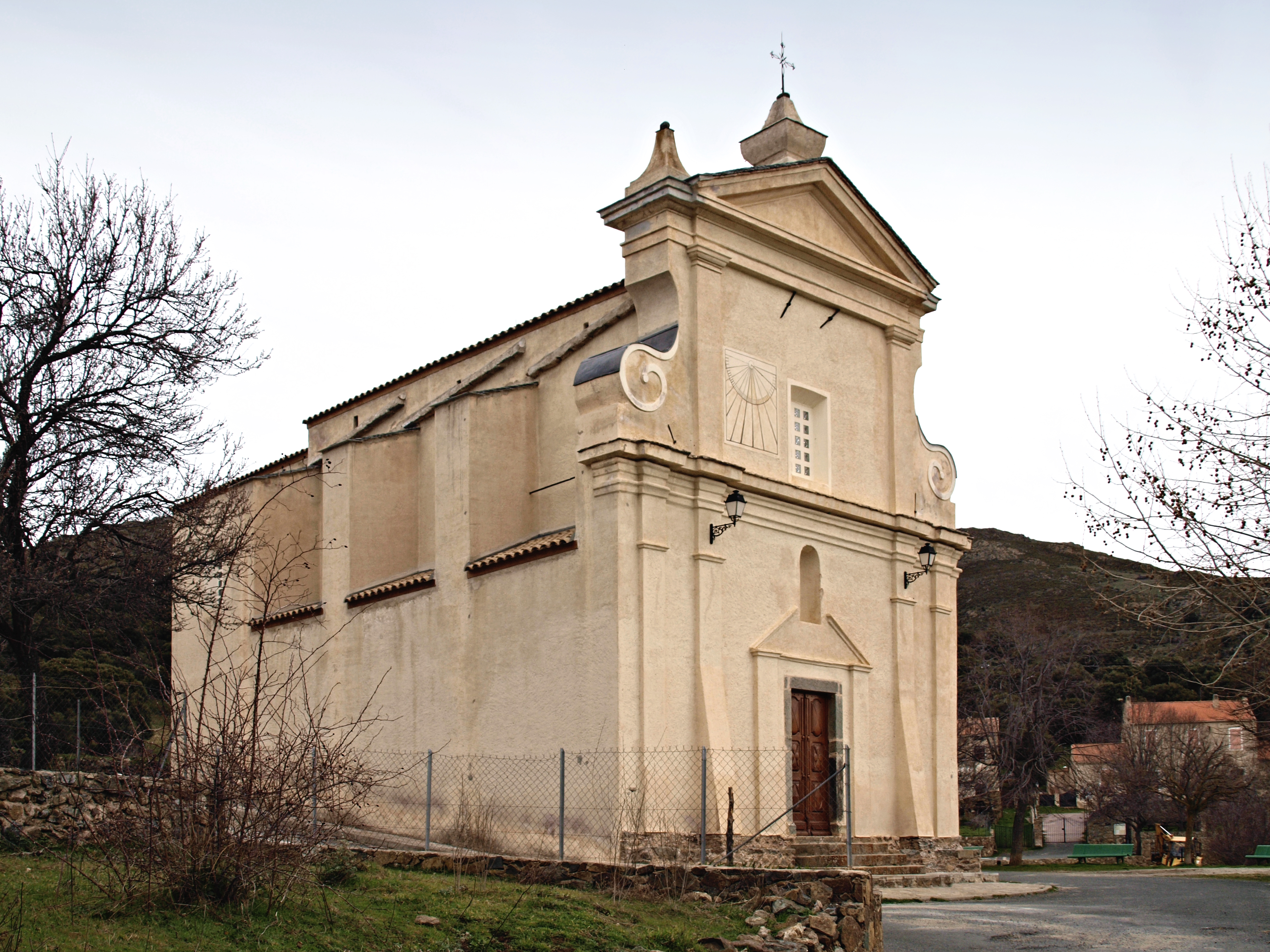
Église de la Nativité.

L'église de Vallica, dédiée à la Nativité, (Nativita di a Madonna), est une très vieille église située au cœur du village. Elle avait été rebâtie en 1635 (date et signature du maître-d'œuvre gravées sur le linteau) en respectant tous les critères du style baroque, en remplacement de l'ancienne église Santa-Maria Assunta du XIIIe siècle qui se trouvait sur un proche mamelon. Les pierres de cette dernière avaient été en grande partie réutilisées.
Plusieurs fois remaniée, l'église de la Nativité de Vallica vient de l'être à nouveau. Fin février 2010 ont été achevés sous la coupe d'un Architecte des bâtiments de France les travaux de réfection du clocher. Auparavant ce clocher avait la forme des pointes ornant son fronton et le haut ressemblait au clocher de l'église Santa-Maria Assunta de Pioggiola.

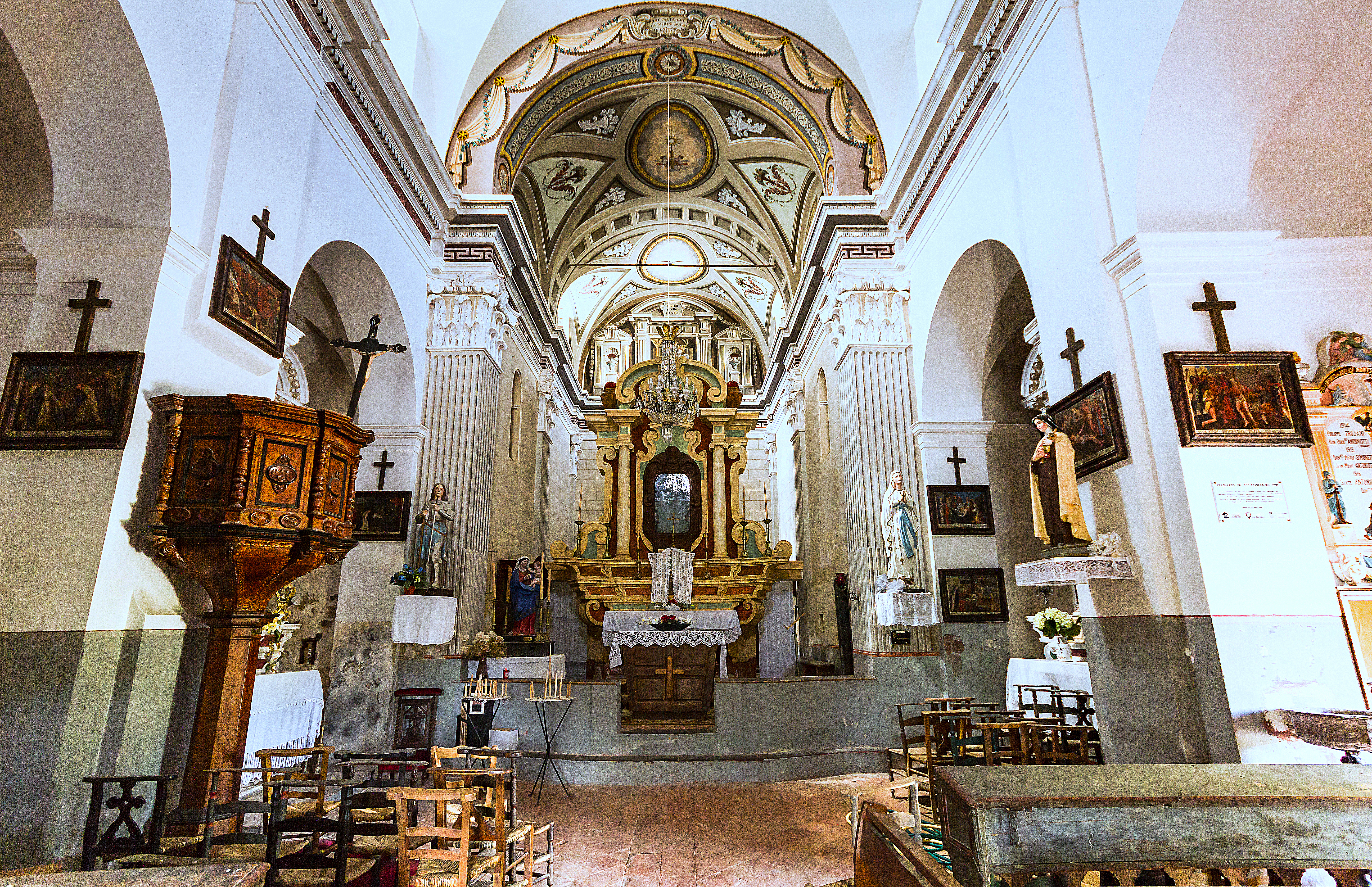
Intérieur de l'église Santa Maria Assunta.

L'église paroissiale renferme un mobilier et des reliques de l'église Saint-Quilicus ("San Quilicu" en langue corse) datant du VIIe siècle, on peut y voir l'orgue provenant de l'oratoire San Roccu d'Ajaccio, ainsi que des toiles, dons du cardinal Fesch, représentant les Âmes du Purgatoire et la crucifixion (très peu de tableaux en Corse représentent la crucifixion).

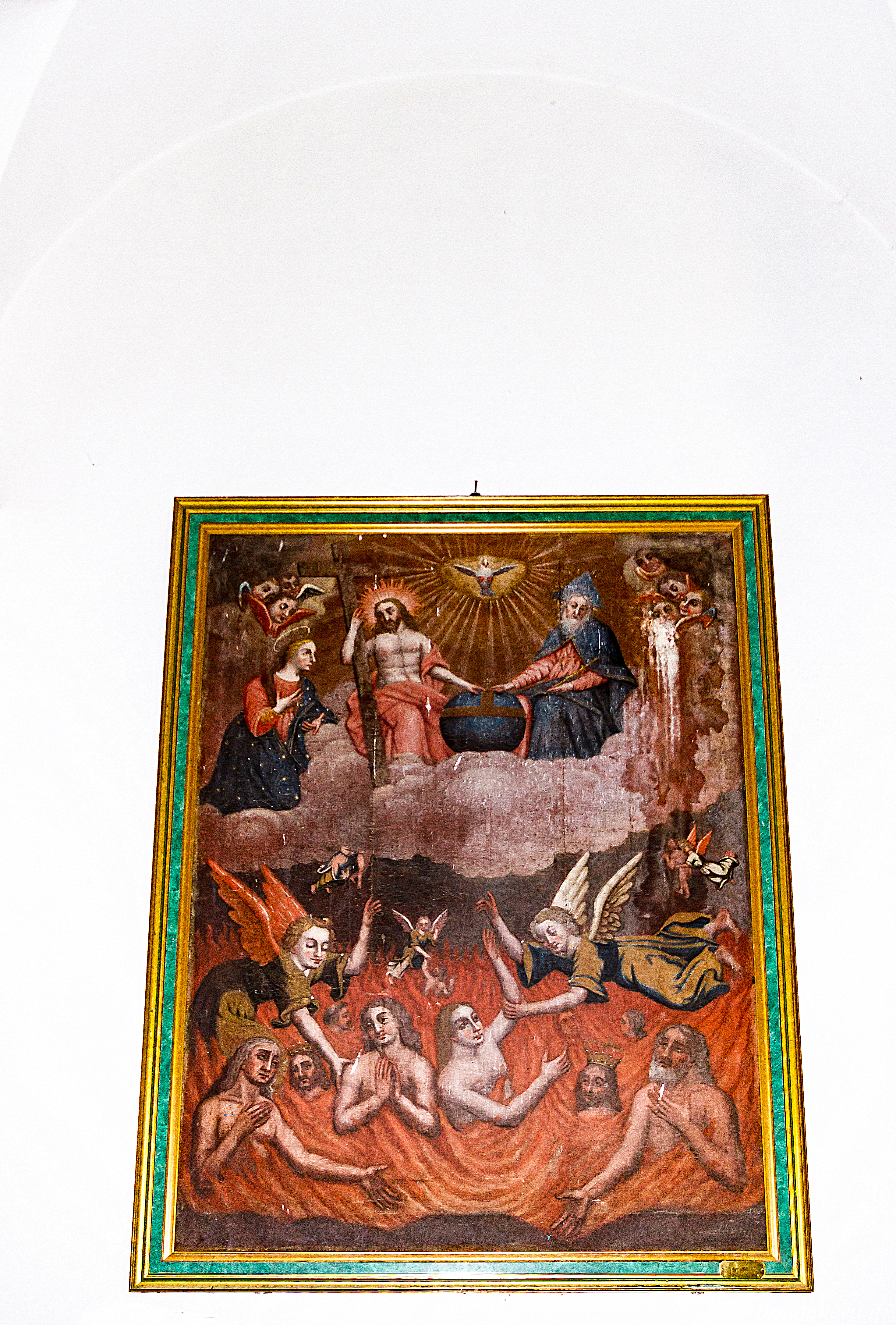
Tableau offert par le cardinal Fesch représentant le purgatoire.

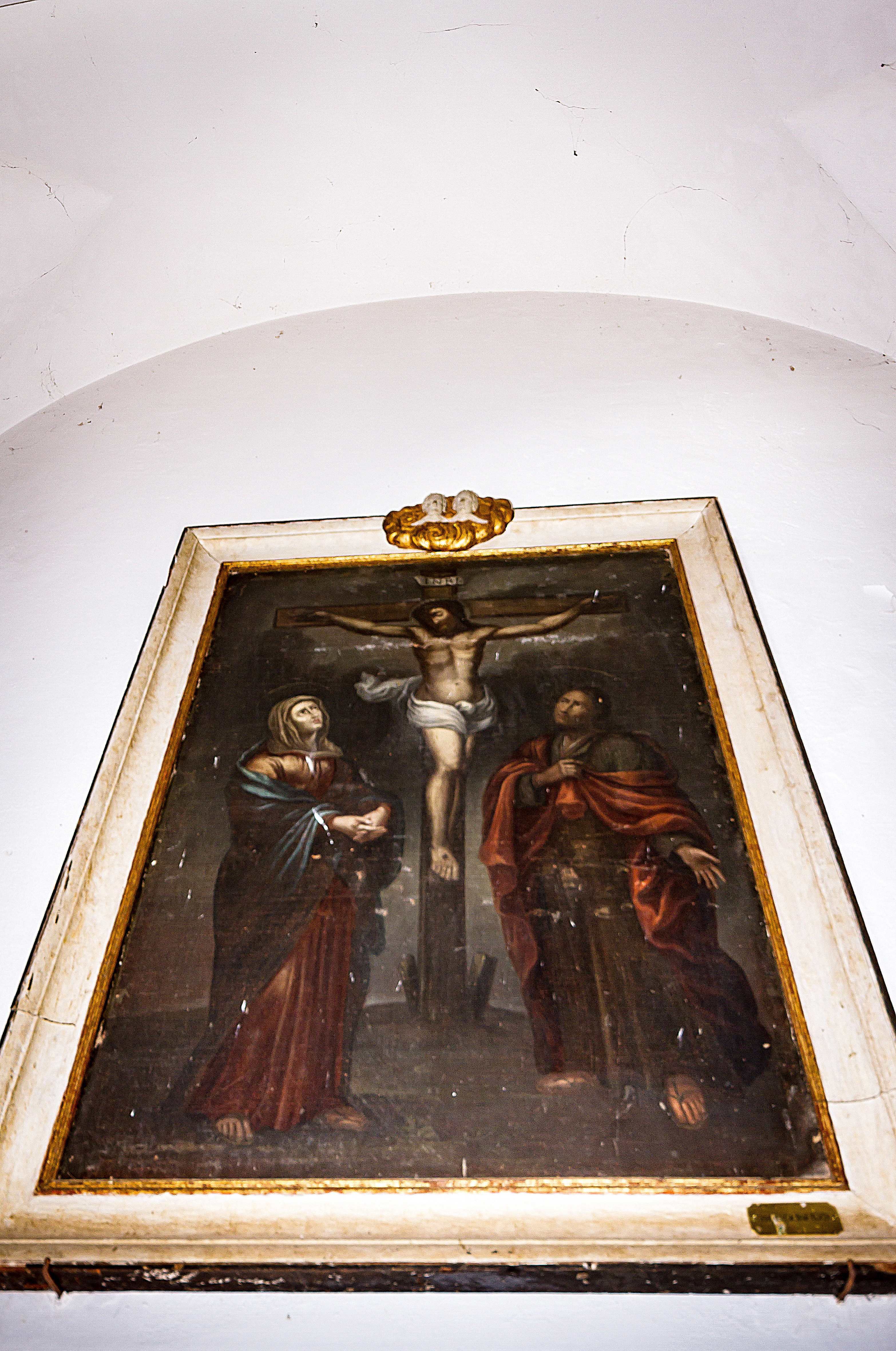
Tableau offert par le cardinal Fesch représentant la crucifixion.

La chaire date de 1870 et est signée par un ébéniste de Moltifao.
L'œuvre la plus remarquable est le bénitier soutenu par une sculpture de femme, en pierre noire de Murato et de porphyre du Monte Padro. Il est l'œuvre de Luigi Damasio, sculpteur local ayant une formation des écoles Italiennes de Montecatini.

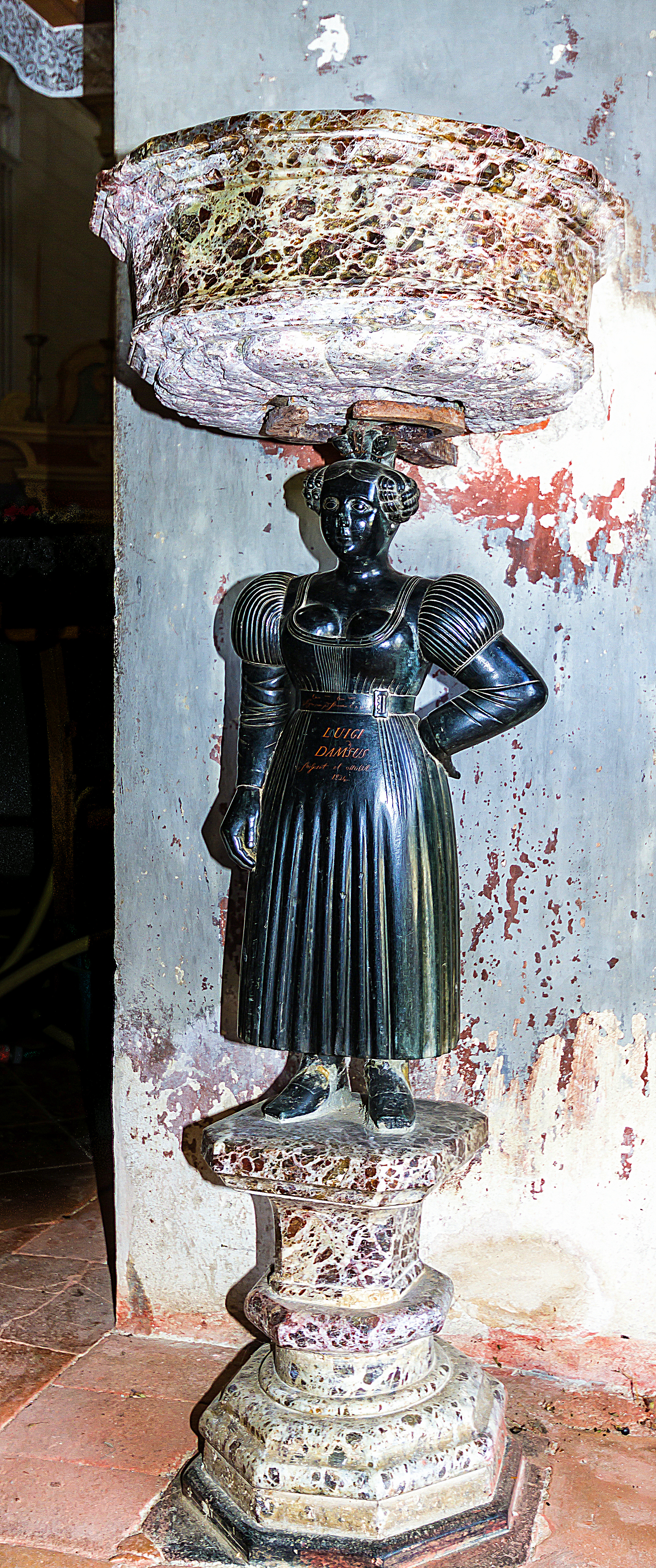
Le bénitier de luigi DAMASIO.

Particularité, l'église abrite le monument aux morts.

### Patrimoine naturel

#### Parc naturel régional
La commune de Vallica est adhérente au parc naturel régional de Corse, dans le « territoire de vie » appelé Caccia-Ghjunsani.

#### ZNIEFF
Vallica est concernée par une zone naturelle d'intérêt écologique, faunistique et floristique de 2e génération :

##### La chênaie de Vallica
Vallica partage avec les communes d'Asco, d'Olmi-Cappella et de Mausoléo une forêt d'une superficie de 905 ha, classée en zone naturelle d'intérêt écologique, faunistique et floristique (validation nationale 2011), et qui a pour nom : Chênaie de Vallica.
La zone se situe dans la vallée de la Tartagine, entre 410 et 1 150 mètres d’altitude. Elle constitue un vaste espace naturel caractéristique des vallées montagnardes corses. « La végétation est dominée par de vastes chênaies vertes. On note également la présence de ripysylves longeant la Tartagine et une partie des différents ruisseaux. La série de végétation s’étale principalement de l’étage mésoméditerranéen au supraméditerranéen. La géologie originale de cette zone de contact entre la Corse hercynienne et alpine est fortement marquée par la proximité du complexe annulaire du Cinto. Le sous-sol est dominé par les roches plutoniques (granites principalement), volcaniques (rhyolites) et le métamorphisme (schistes...) ».

#### Natura 2000

##### Haute vallée d'Asco, forêt de Tartagine et aiguilles de Popolasca
Vallica fait partie du site Natura 2000 appelé « Haute vallée d'Asco, forêt de Tartagine et aiguilles de Popolasca » bénéficiant du statut de zone de Protection Spéciale (ZPS).

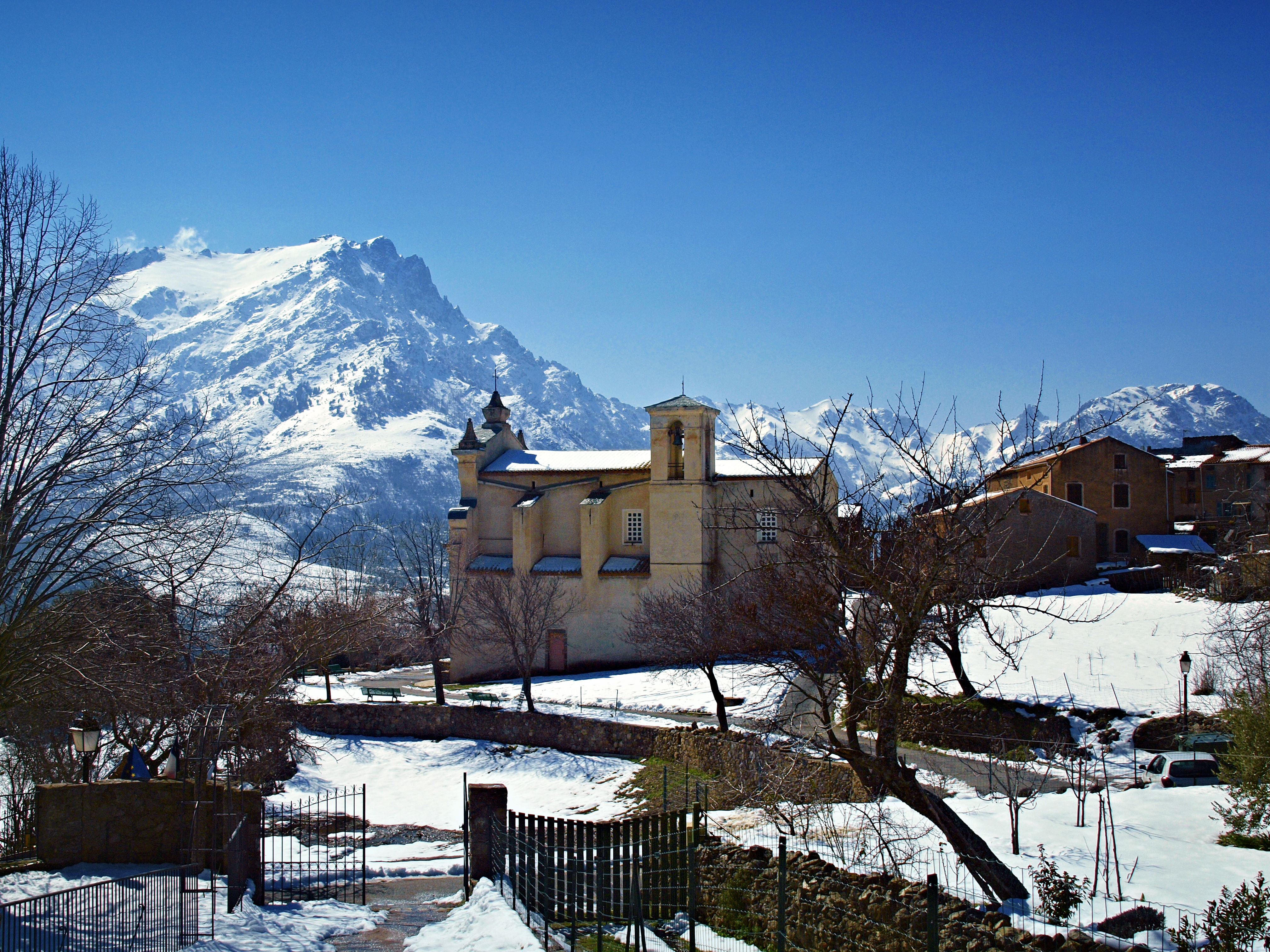
L'église de la Nativité et Monte Padro.
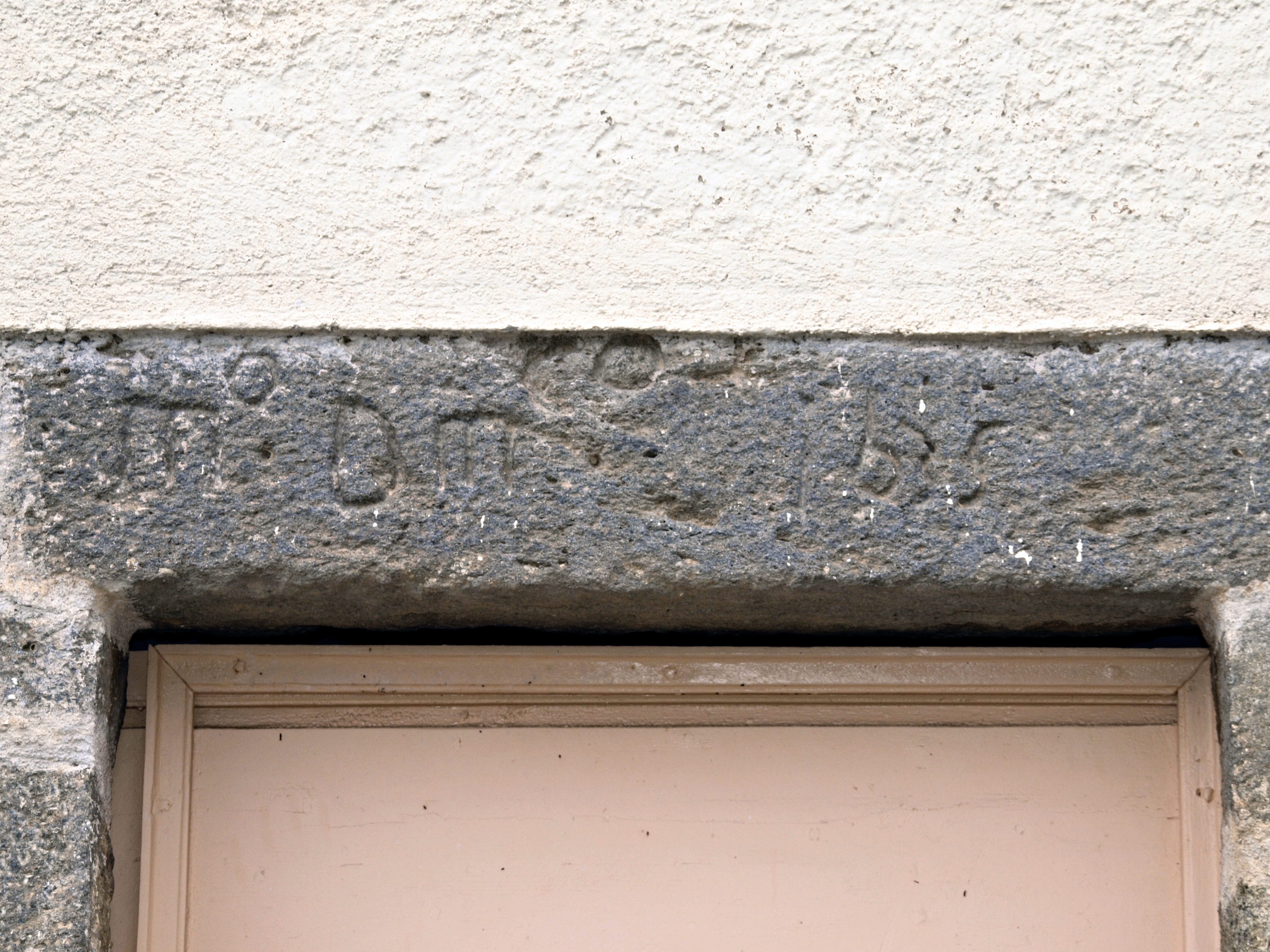
Linteau de la porte latérale de l'église.
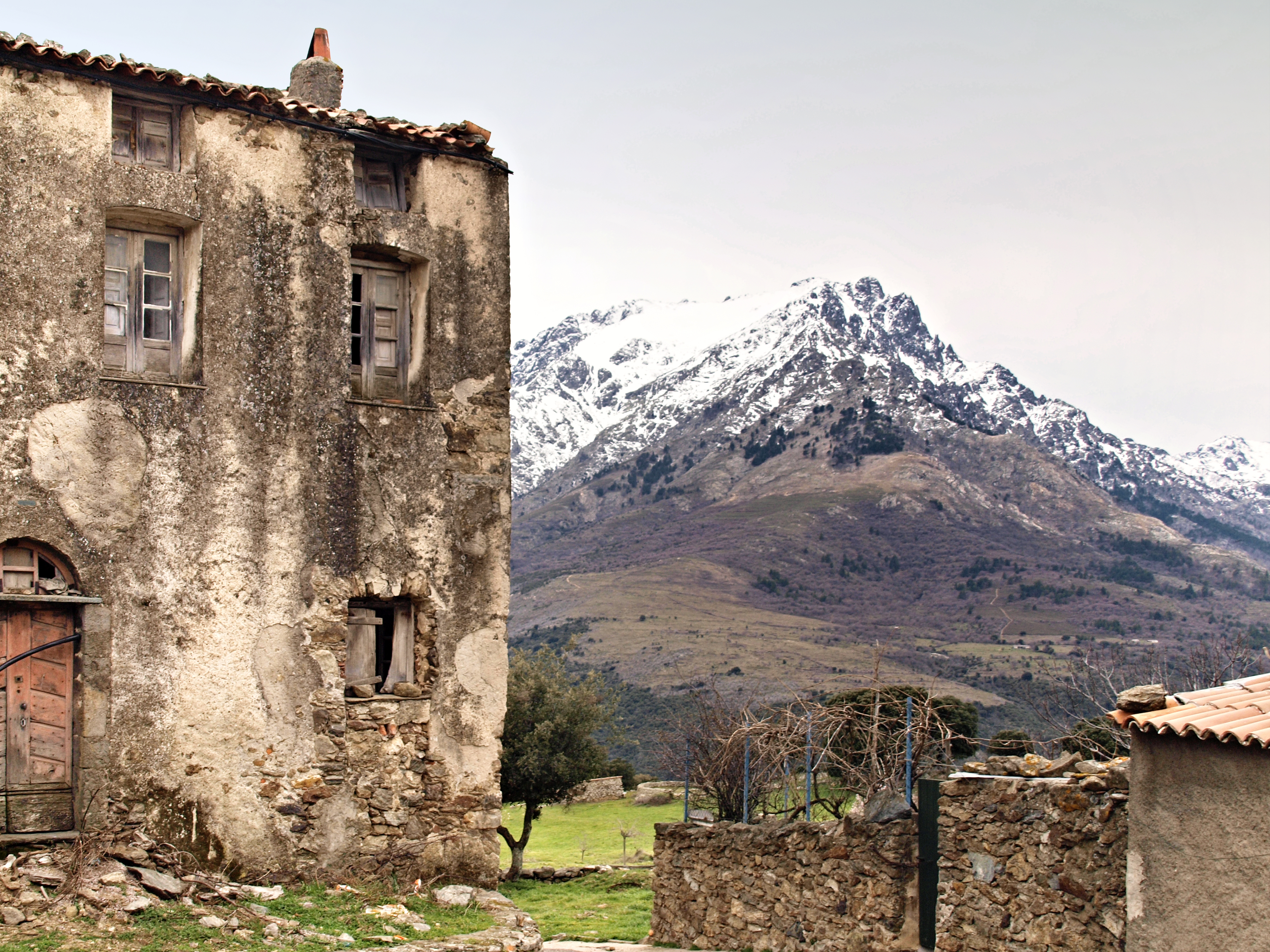
Maison ruinée et Monte Padro.
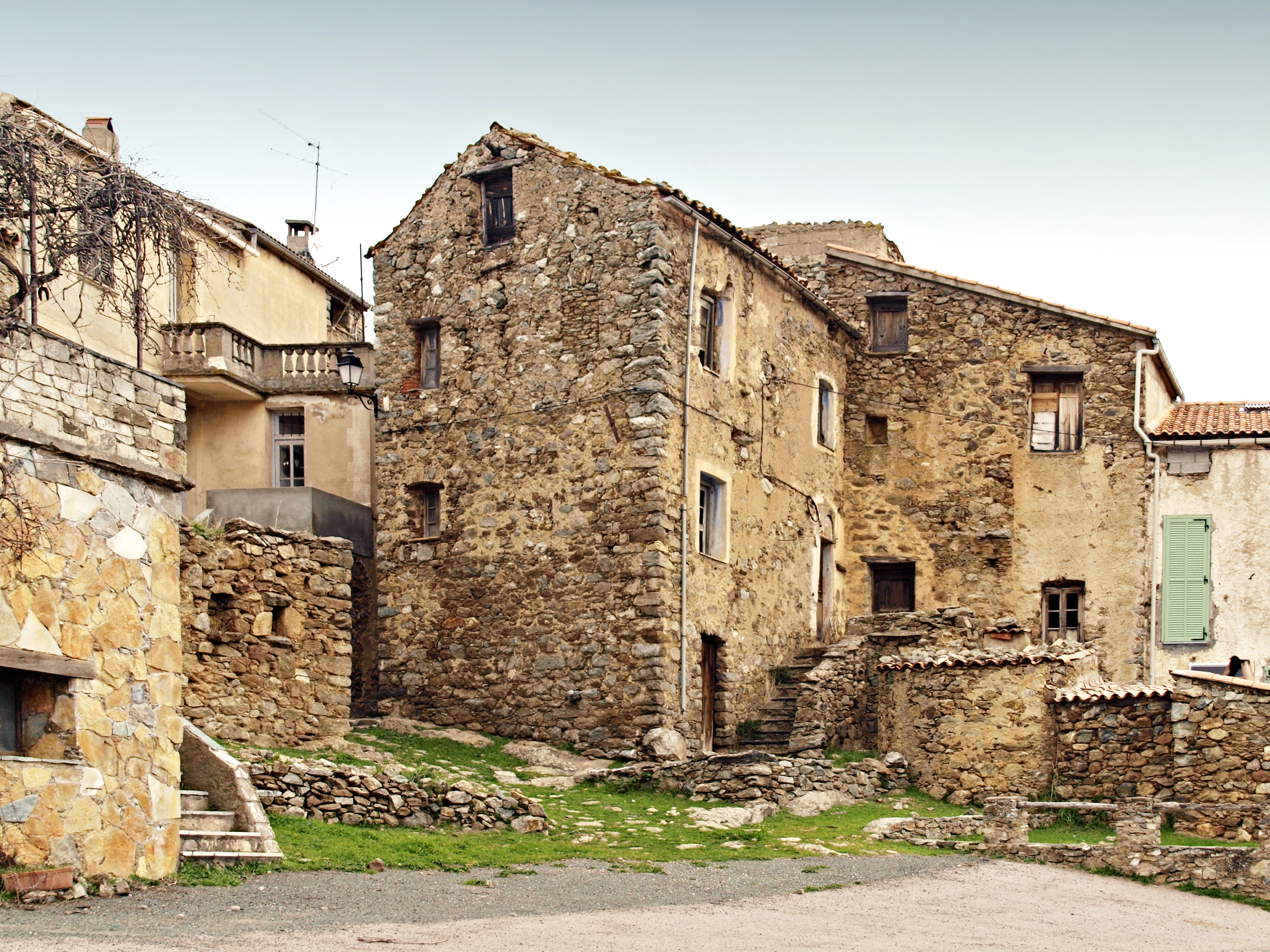
Maisons autour de la place du village.
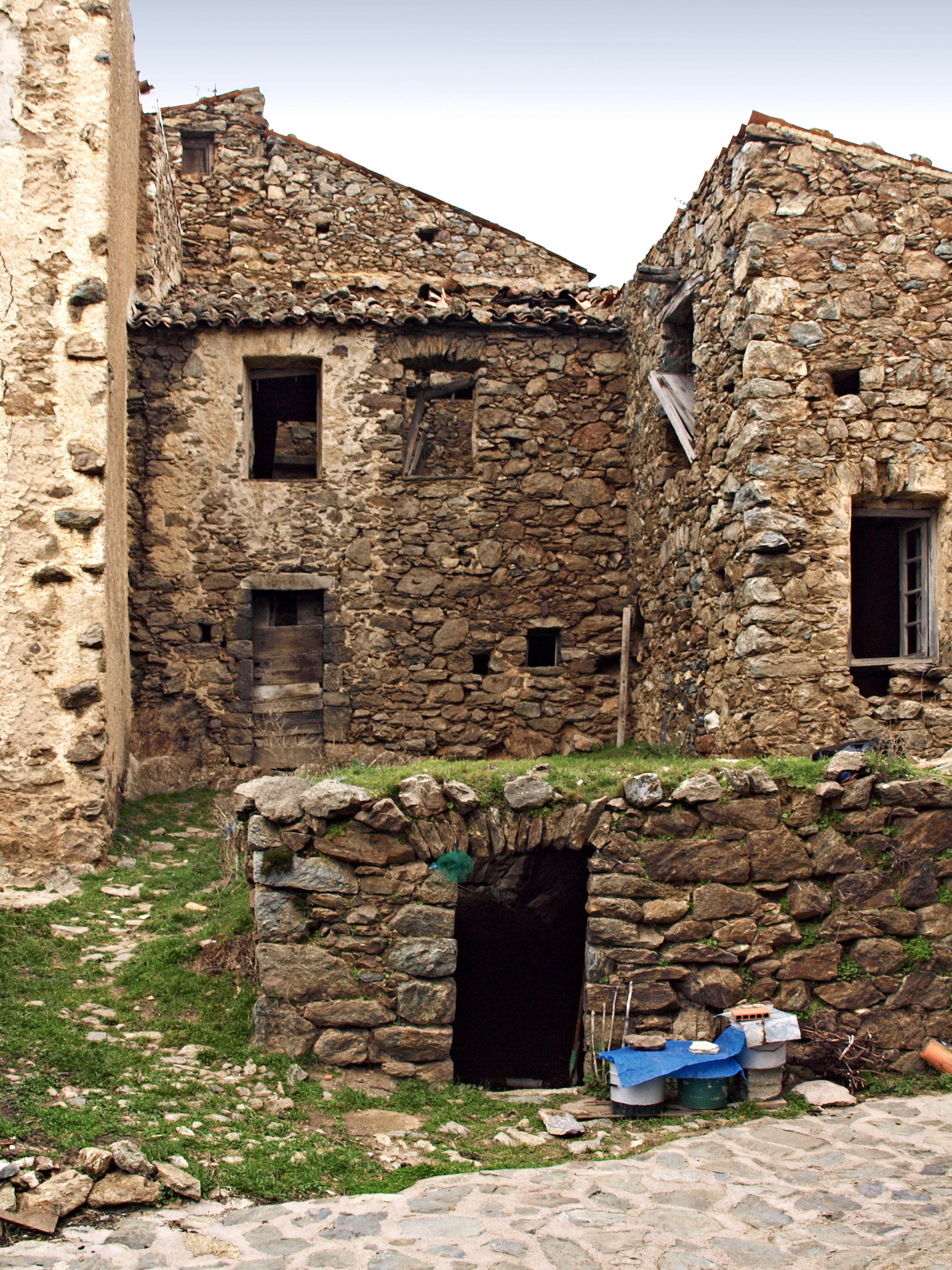
Maison ruinée.
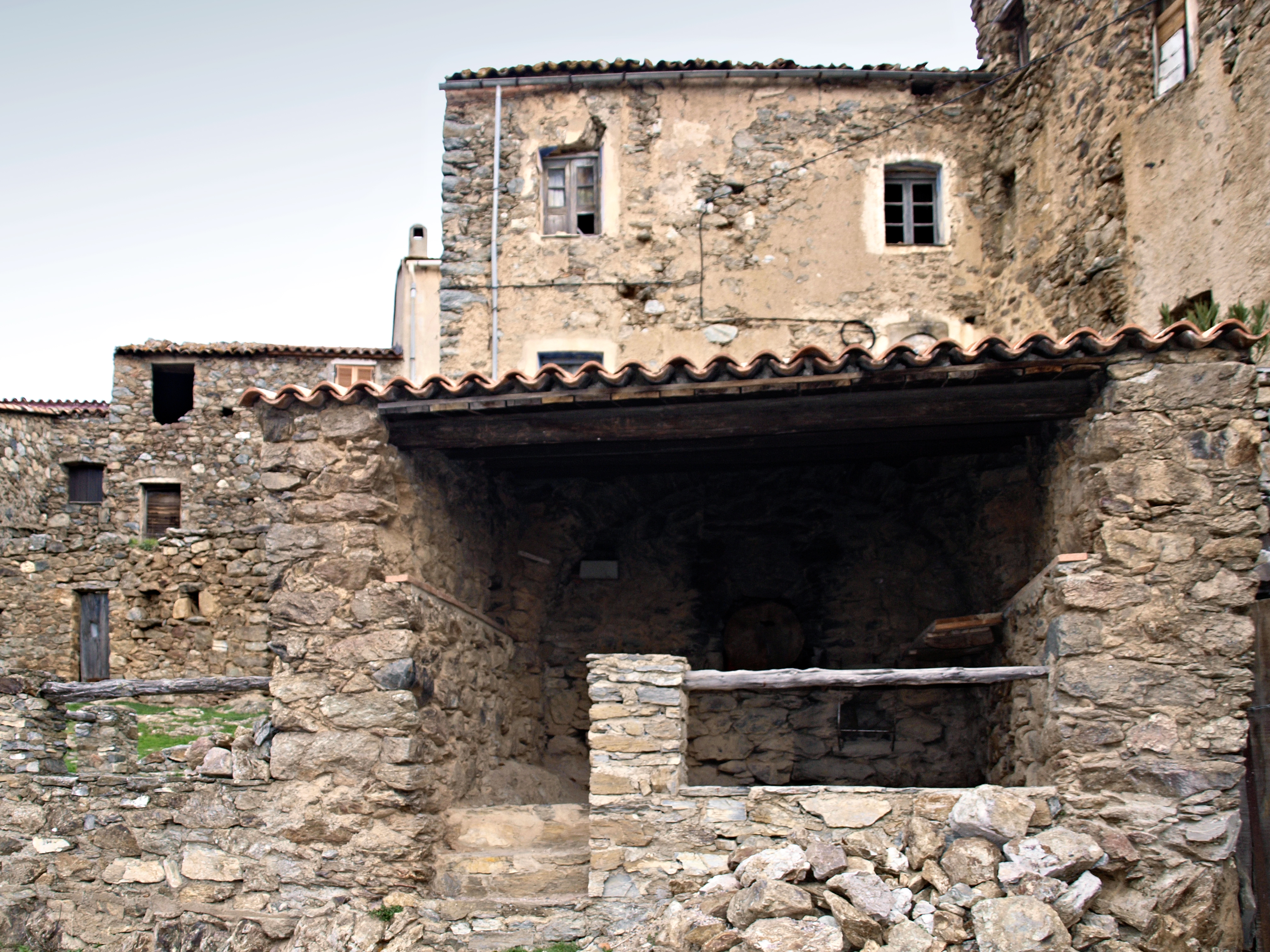
Four à pain au centre du village.
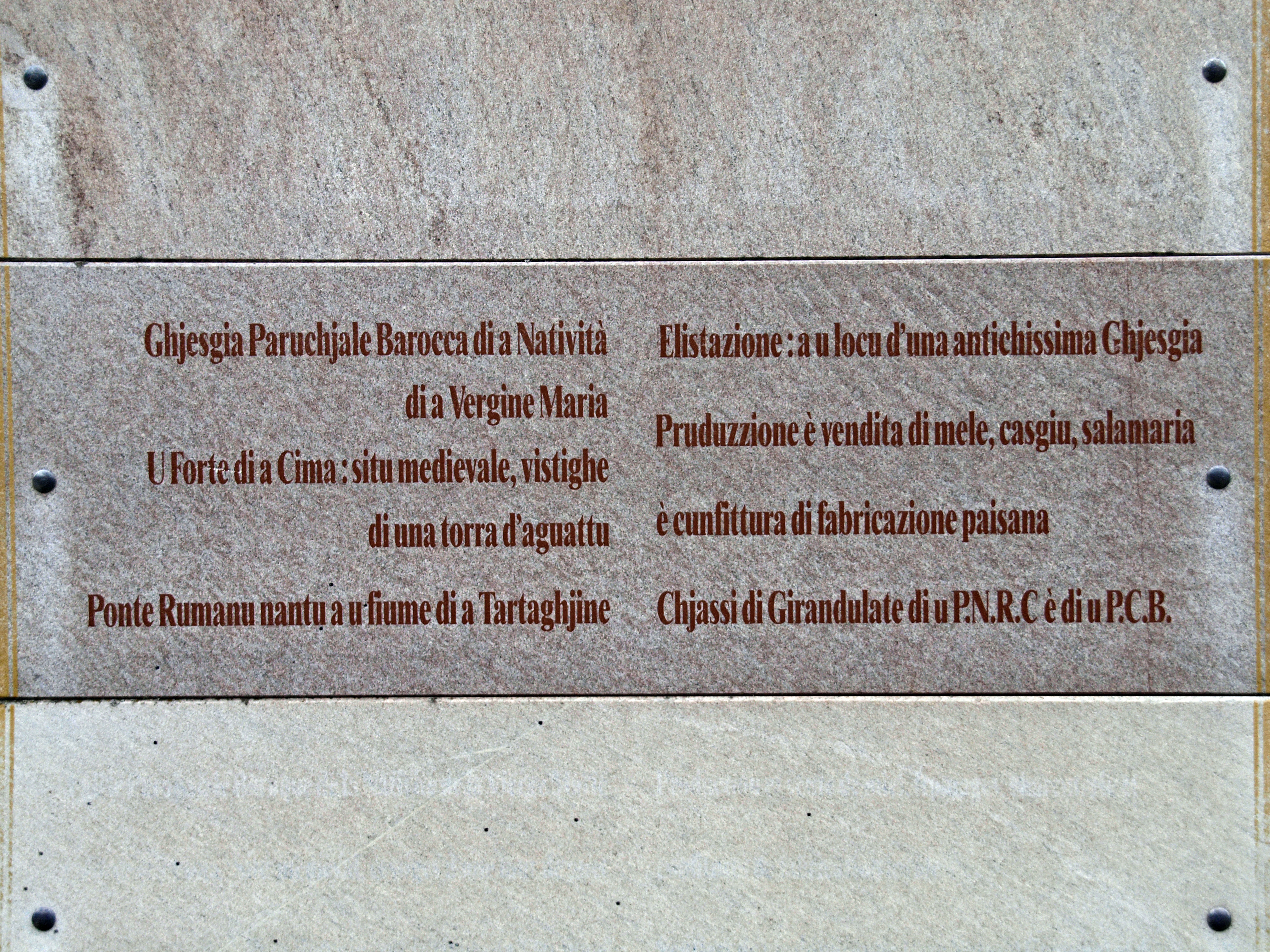
Informations.

## Héraldique
| Blason à dessiner | Blason  | Coupé en chevron renversé: au 1er de sinople à l'épi de blé d'or mouvant de la pointe et au chef émanché d'une pièce et deux demies d'argent chargé d'un feu de gueules mouvant du trait du chef, au 2e d'azur au pont romain d'argent, maçonné de sable surmonté en flancs de deux roses d'argent. |
| Blason à dessiner | Détails | Adopté en novembre 2009. |